# ラーニー・パドミニー

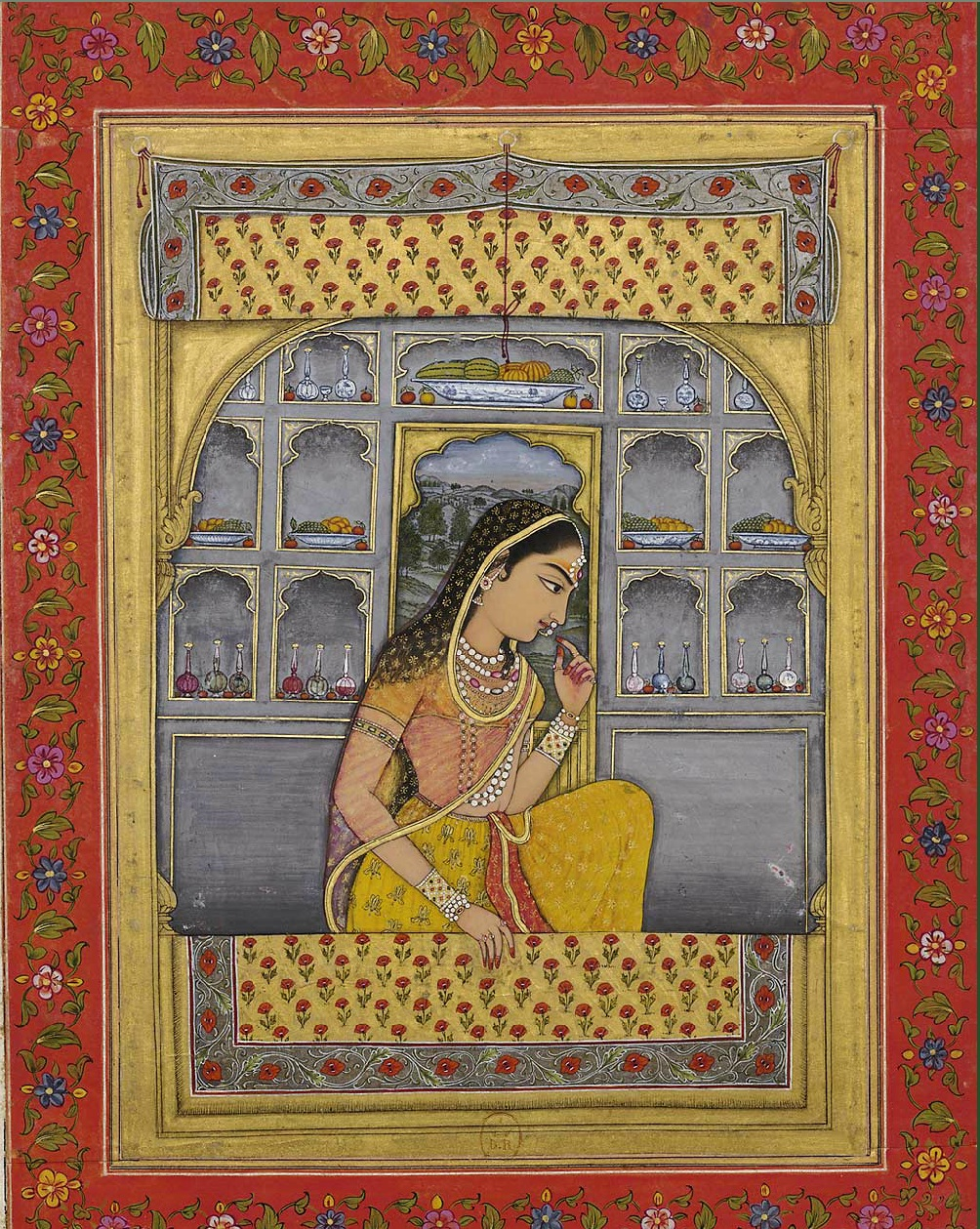
ラーニー・パドミニー

ラーニー・パドミニー（Rani Padmini）は、インド、メーワール王国の君主ラタン・シングの王妃。パドマーヴァティー（Padmavati）とも呼ばれる。

## 生涯

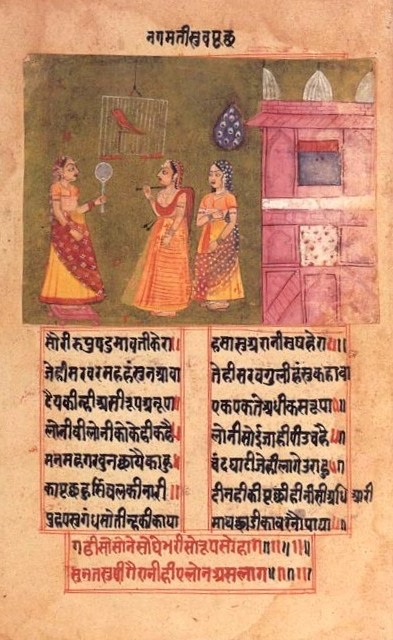
ラーニー・パドミニー

伝承によると、パドミニーはシンガルドゥウィーパ（スリランカ）の王女で、ラタン・シングは7つの海を渡り、多くの冒険を重ねてチットールガルへと戻ったという。ただし、これは100年以上たってから語られ始めたので、歴史家たちはこれを単なる伝説と見ている。
1303年、デリーのハルジー朝に首都チットールガルが包囲され、ラタン・シングはチットールガル城に籠城した。その原因はその君主アラー・ウッディーン・ハルジーがグジャラートに侵攻する際、メーワール王国内の通過を拒否したことにあった。また、アラー・ウッディーンはラタン・シングの王妃パドミニーに大変愛着を抱き、横恋慕しようとしたとも伝えられる。
包囲はこの年の1月から8月まで続き、ハルジー朝の軍勢は城に激しい攻撃をかけた。その間、ラタン・シングは講和を求めて降伏し、一部は抵抗を続けたが、チットールガルは陥落した。パドミニーのその後の行方は定かではない。